# كبري المك نمر

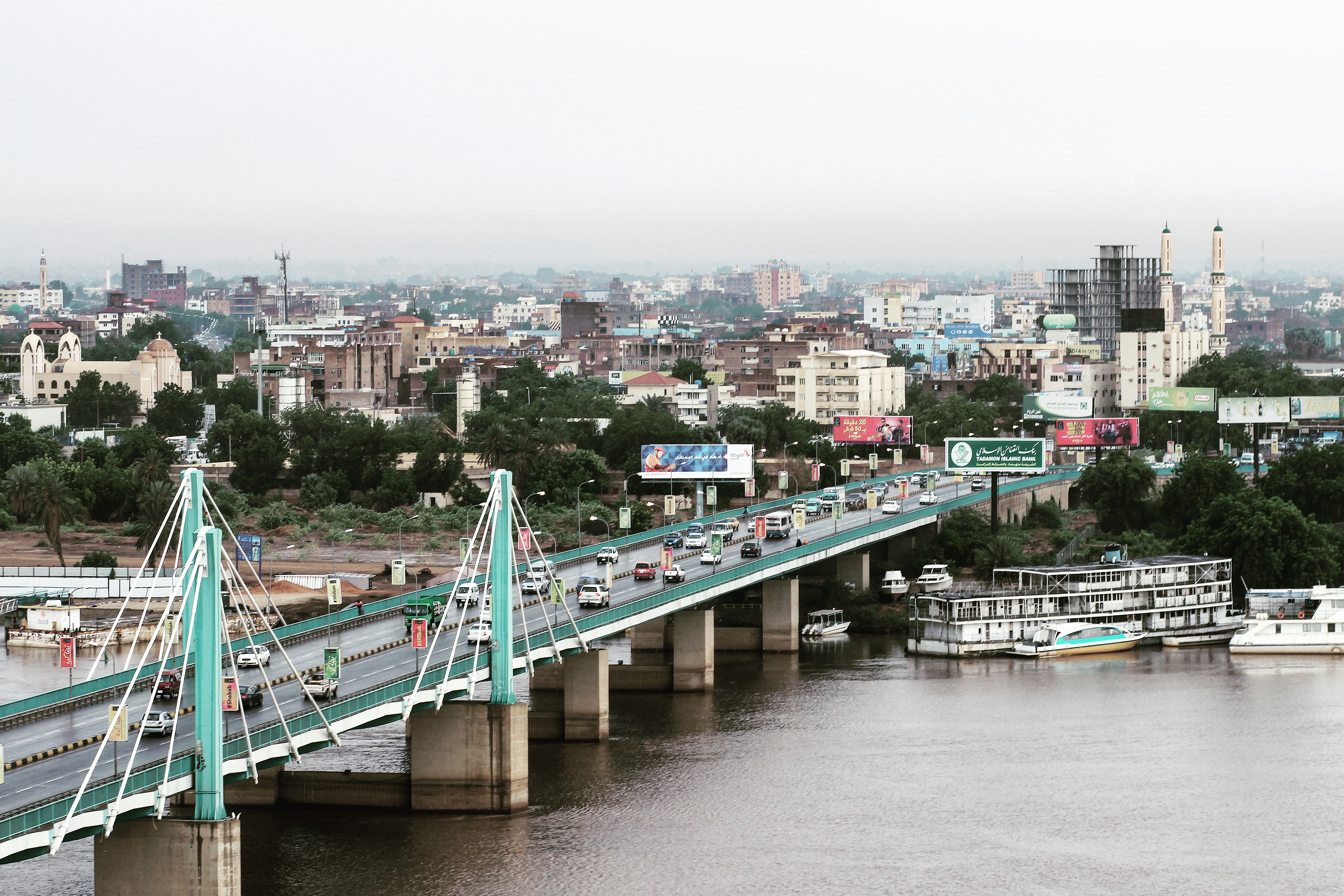
جسر المك نمر في الخرطوم.

كبري المك نمر أو جسر المك نمر يربط الجسر بين مدينة  الخرطوم بحري و مدينة الخرطوم ، ويمثل شريان حياة للمدينتين ويمر من ناحية العاصمة بجوار مبنى وزارة الخارجية والقصر الجمهوري، وجنوباً نحو المستشفيات الرئيسة بوسط الخرطوم وشمالاً إلى محطة المواصلات العامة .

## التاريخ
افتتح في عام 2007 ويبلغ طوله 523 متراً وعرضه 22 متراً، ويربط الخرطوم بمدينة بحري، وأخذ تسميته من زعيم شهير من قبيلة الجعليين التي تسكن شمال السودان.تم تسمية الجسر باسم المك نمر ، وهم الذين أحرقوا نجل محمد علي باشا إسماعيل والجماعة المرافقة له عندما غزت السودان من مصر، .